# Laodâmia (filha de Pirro II de Epiro)
Laodâmia (segundo Justino) ou Deidâmia (segundo Polieno e Pausânias) foi uma rainha do Epiro, a última dos eácidas a governar o reino. Ela era filha de Pirro II do Epiro.

## Família
Olímpia II de Epiro e seu irmão, Alexandre II de Epiro, tiveram três filhos, Pirro, Ptolemeu e Fítia. Segundo Pausânias, Pirro era filho de Ptolemeu, e este era filho de Alexandre, filho de Pirro.
Quando Alexandre morreu, Olímpia tornou-se guardiã dos filhos Pirro e Ptolemeu e, como os etólios queriam tomar parte da Acarnânia, procurou a aliança de Demétrio II da Macedônia. Demétrio II da Macedônia já estava casado com uma irmã de Antíoco II Theos, que, divorciada, foi até Antíoco II Theos, para que este fizesse guerra contra seu ex-marido.
Os acarnânios, sem confiar no apoio do Epiro, pediram ajuda à Roma contra os etólios, mas os etólios menosprezaram os romanos, porque eles haviam recentemente sido saqueados pelos gauleses e estavam sofrendo as consequências da Guerra Púnica, enquanto os etólios haviam resistido aos gauleses durante a invasão gaulesa da Grécia e menosprezaram os macedônios, mesmo quando seus reis eram Filipe e Alexandre, e continuaram o ataque contra o Epiro e a Acarnânia.
Olímpia entregou o reino aos seus filhos, e Ptolemeu II de Epiro tornou-se rei após a morte do irmão Pirro II de Epiro. Ptolemeu morreu de doença quando liderava suas tropas para a guerra, e logo depois Olímpia morreu, triste pela perda dos dois filhos.

## Reinado e morte
Os últimos sobreviventes da família real foram a jovem princesa Nereida e sua irmã Laodâmia; Nereida estava casada com Gelão II, filho do rei de Siracusa.
Deidâmia atacou e tomou Ambrácia, para vingar a morte de Ptolemeu. Quando os epirotas suplicaram pela paz, ela concordou, desde que eles aceitassem seus direitos hereditários, e honrassem seus ancestrais. Eles então tramaram contra ela, e corromperam Nestor, um dos guardas de Alexandre, para assassiná-la, mas ele paralisou diante da sua majestade real, e voltou.
Laodâmia fugiu para o altar de Diana  (Artemis Hegemone ), e foi assassinada pelo tumulto popular; seu assassino, Milon, ficou louco e se matou doze dias depois. Milon havia assassinado a própria mãe, Philotera, e, quando estava assassinando Deidâmia ouviu dela a frase Este matricida está acumulando assassinato após assassinato.

## Consequências
De acordo com o texto de Justino, os deuses imortais puniram o Epiro com uma série de desastres pelo assassinato de Laodâmia, levando à quase total destruição do povo, com seca, fome, desordem civil e guerra. De acordo com Pausânias, depois que os epirotes se livraram dos seus reis, eles ficaram sem controle e deixaram de ouvir seus magistrados, sendo devastados pelos ilírios que viviam no Mar Jônio ao norte do Epiro; este autor comenta que gostaria de ouvir de alguma democracia que tenha trazido prosperidade a alguma nação além de Atenas.